# Hegelstraße 41 (Magdeburg)

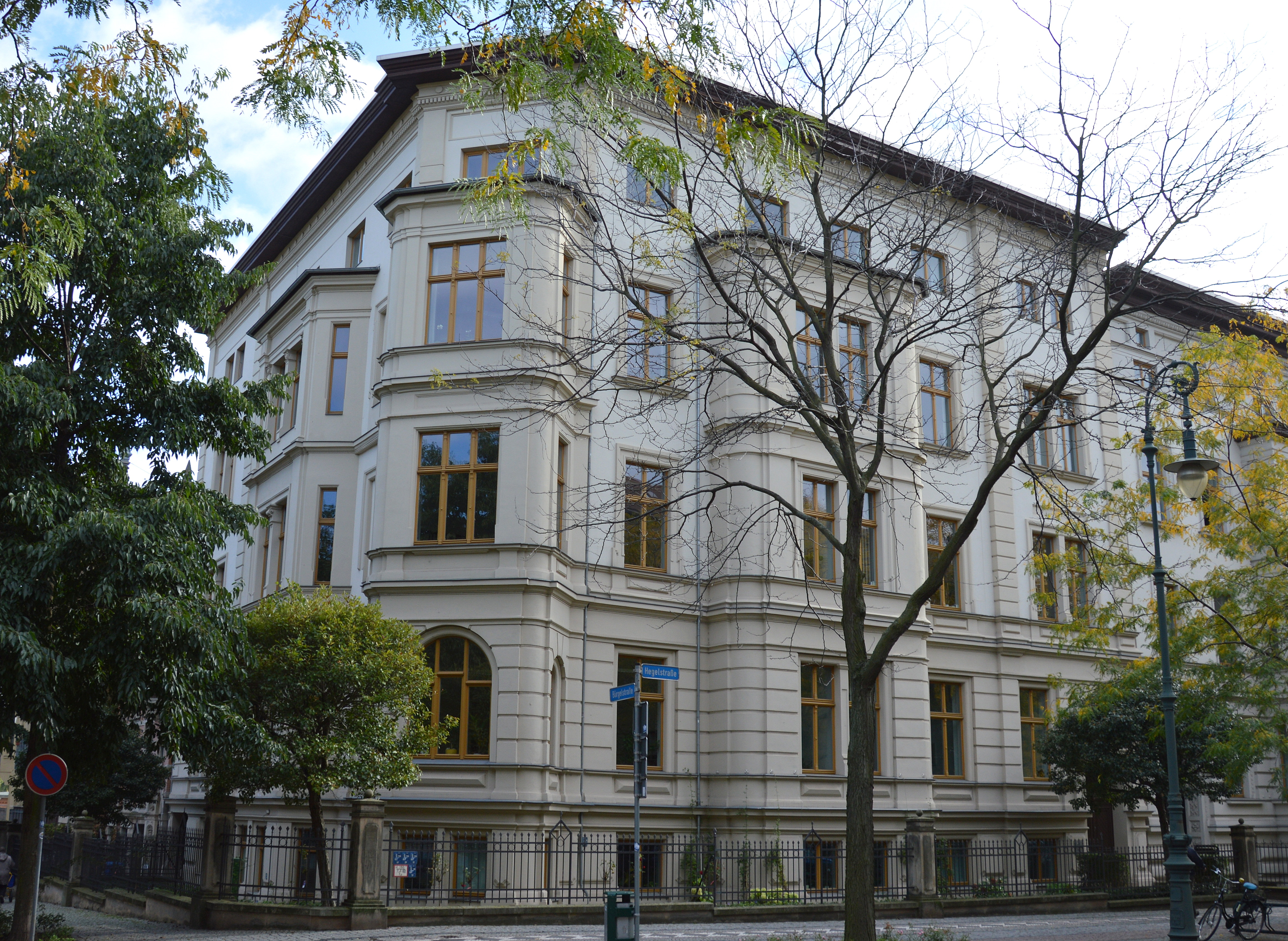
Hegelstraße 41

Das Haus Hegelstraße 41 ist ein denkmalgeschütztes Wohnhaus in Magdeburg in Sachsen-Anhalt. In ihm sind Teile der Staatskanzlei Sachsen-Anhalts untergebracht.

## Lage
Es befindet sich auf der Ostseite der Hegelstraße in einer Ecklage an der Einmündung der Bürgelstraße in der Magdeburger Altstadt. Südlich grenzt das Haus Hegelstraße 40 an.

## Architektur und Geschichte
Das dreieinhalbgeschossige verputzte Wohnhaus wurde im Jahr 1890 durch den Maurer- und Zimmermeister Gose für den Bauherren Meyer fertiggestellt. Die Fassaden sind im Stil der Neorenaissance gestaltet. Im Erdgeschoss ist die Fassade rustiziert. Sowohl nach Norden zur Bürgelstraße als auch nach Westen zur Hegelstraße und unmittelbar an der Ecke befinden sich dreigeschossige vor die Fassade gesetzte Erker. Der nördliche Erker ist polygonal, der westliche mit abgerundeten Ecken gestaltet. Der Eckerker hat in seinem Erdgeschoss ein Rundbogenfenster. Die äußeren Gebäudekanten sowie die Ecke sind mit flachen Risaliten betont.
Dem Haus vorgelagert ist ein Vorgarten.
Das Gebäude ist als Teil des weitgehend erhaltenen gründerzeitlichen Straßenzuges städtebaulich bedeutend.
Im örtlichen Denkmalverzeichnis ist das Wohnhaus unter der Erfassungsnummer 094 16684 als Baudenkmal verzeichnet.